# Pyrota divirgata
Pyrota divirgata es una especie de coleóptero de la familia Meloidae.

## Distribución geográfica
Habita en México  y Estados Unidos.